# К Геллию, после попытки примирения
«К Геллию, после попытки примирения» — условное название стихотворения римского поэта Гая Валерия Катулла, включённого в состав посмертного сборника («Книги Катулла Веронского») под номером 116. Автор здесь обращается к своему неверному другу Луцию Геллию Публиколе, рассказывая, что когда-то в знак примирения подарил ему сборник стихов Каллимаха, но и это не помогло восстановить отношения.